# Commentarii Aquileienses
I Commentarii Aquileienses (Commentariorum Aquileiensium libri octo ab ultimis temporibus usque ad inducias quinquennales A.C. 1517 - I commentari di Giovan Candido dei fatti di Aquileia), è un saggio di Giovanni Candido del 1521.

## La genesi dell'opera
Candido fu spinto a pubblicare i commentarii da alcuni amici. Non sicuro di conoscere adeguatamente il latino e la storia, sottopose il manoscritto all'umanista Giovanni Battista Egnazio e volle una rielaborazione da Antonio Belloni e Gregorio Amaseo, il quale alterò l'originaria narrazione e inserì inesistenti imprese della sua famiglia, che tuttavia l'autore eliminò prima di dare il libro alle stampe.

## Il contenuto
L'opera abbraccia la storia del Friuli dalla fondazione di Aquileia al 1517 e non è esente da errori e imprecisioni, voluti e no. Tra le più importanti la notizia, contenuta nel libro V, di un soggiorno di Dante a Udine, ospitato nel 1313 dal vescovo Pagano Della Torre.